# Perkoz krótkoskrzydły
Perkoz krótkoskrzydły (Rollandia microptera) – gatunek średniej wielkości nielotnego ptaka z rodziny perkozów (Podicipedidae), zamieszkujący jeziora płaskowyżu Altiplano w Andach na terenie Peru i Boliwii. Zagrożony wyginięciem.

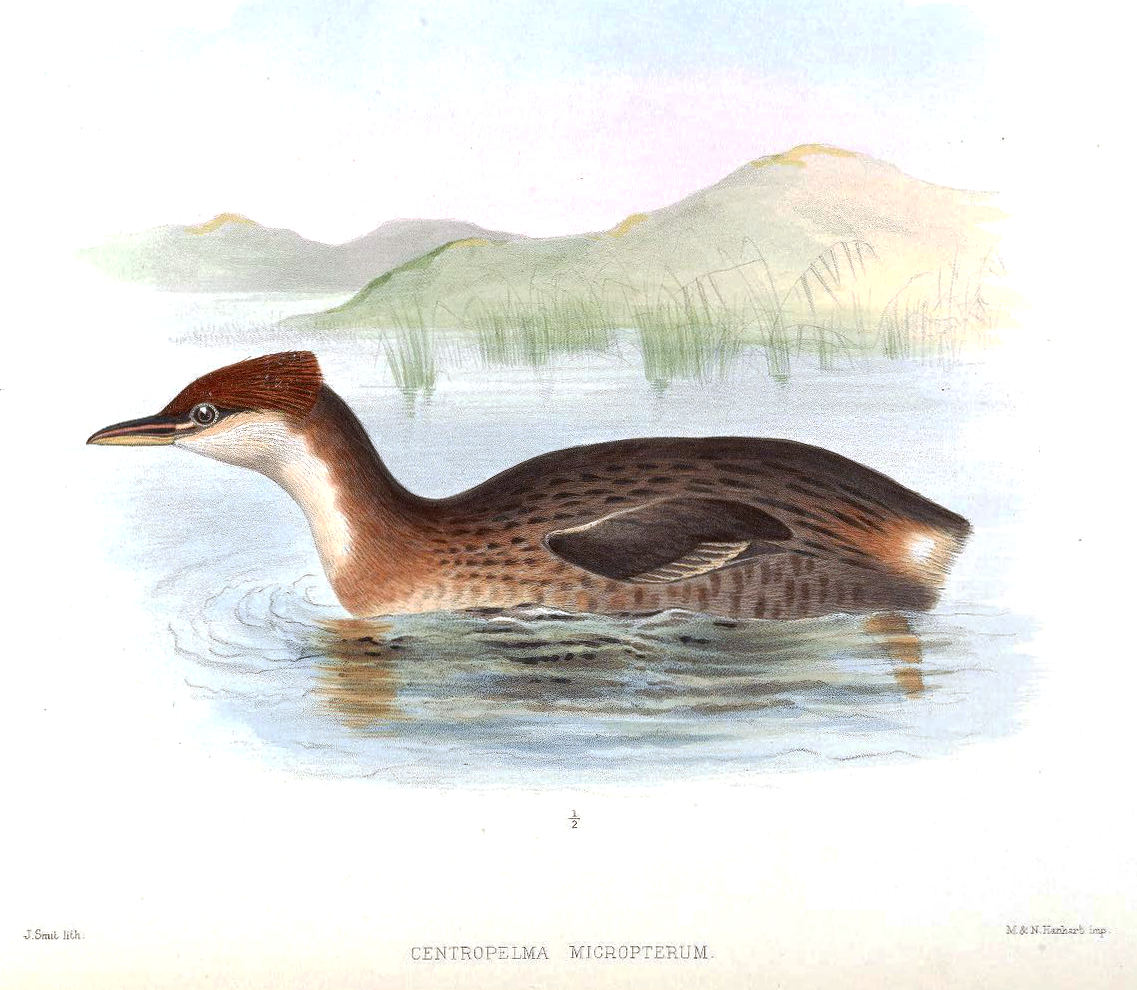
Perkoz krótkoskrzydły na rycinie z 1869 roku

TaksonomiaTakson ten jako pierwszy opisał John Gould w 1868 roku, nadając mu nazwę Podiceps micropterus. Holotyp został odstrzelony na jeziorze Titicaca. Niekiedy gatunek ten wydzielano do monotypowego rodzaju Centropelma; obecnie umieszczany jest w rodzaju Rollandia. Nie wyróżnia się podgatunków.
MorfologiaDługość ciała 28–45 cm; masa ciała 600–635 g. Samice są podobne do samców.
Zasięg występowaniaZamieszkuje tereny jezior Arapa i Umayo w południowo-wschodniej części Peru, jezioro Titicaca na granicy Peru i Boliwii oraz wzdłuż rzeki Desaguadero po boliwijskie jeziora Uru Uru i Poopó.
EkologiaPreferuje przybrzeżne obszary jezior i rzadziej spotykany jest na otwartych akwenach.
W gniazdach znajdowane są zazwyczaj dwa jaja. W ciągu roku mogą gniazdować więcej niż jeden raz. Pary z pisklętami często widywane są w towarzystwie osobników młodych pochodzących z poprzednich lęgów. Gatunek ten posiada duży potencjał reprodukcyjny.
Żywi się głównie rybami, zwłaszcza z rodzaju Orestias.
StatusIUCN od 2002 roku uznaje perkoza krótkoskrzydłego za gatunek zagrożony wyginięciem (EN – Endangered) ze względu na małą populację, która szybko się zmniejsza. W 2003 roku liczebność populacji oceniano na około 1600 dorosłych osobników, w 2020 na 250–999 dorosłych osobników.